# Kiss Your Mama!
«Kiss Your Mama!» — перший сингл третього студійного альбому австралійської співачки Ванесси Аморозі — «Somewhere in the Real World». В Австралії сингл вийшов 8 вересня 2007. 1 вересня 2007 пісня вийшла у «iTunes Music Store».
Написати пісню Ванессу надихнув знайомий хлопець, який дуже любив свою маму.

## Список пісень
| #  | Назва             | Автор                                                  | Тривалість |
| -- | ----------------- | ------------------------------------------------------ | ---------- |
| 1. | «Kiss Your Mama!» | Ванесса Аморозі, Ron Aniello, David Kopp, Silje Nyoemn | 3:07       |
| 2. | «Dirty Face»      |                                                        | 3:31       |

Цифрове завантаження на iTunes
| #  | Назва                                 | Автор                                                  | Тривалість |
| -- | ------------------------------------- | ------------------------------------------------------ | ---------- |
| 1. | «Kiss Your Mama!»                     | Ванесса Аморозі, Ron Aniello, David Kopp, Silje Nyoemn | 3:07       |
| 2. | «Kiss Your Mama!» (Tommy Trash Remix) |                                                        | 6:08       |

## Музичне відео
Режисер — Стюарт Гослінг (англ. Stuart Gosling), зйомки проходили в Мельбурні, в старовинній будівлі.

## Чарти
| Чарт (2007)               | Місце |
| ------------------------- | ----- |
| ARIA Top 50 Singles Chart | 15    |